# Виноградов, Владимир Николаевич (лесовод)
Влади́мир Никола́евич Виногра́дов (6 января 1924, Сосновка — 31 июля 1987) — советский учёный, специалист по лесоведению, лесоводству и лесомелиорации, академик ВАСХНИЛ, Заслуженный лесовод УССР.

## Биография
В. Н. Виноградов родился в селе Сосновка (ныне Похвистневского района Самарской области).
Участник Великой Отечественной войны. Командовал стрелковой ротой. В апреле 1945 года был тяжело ранен в голову, потерял правый глаз
В 1950 году окончил с отличием Саратовский сельскохозяйственный институт, затем аспирантуру при Украинском НИИ лесного хозяйства и агролесомелиорации (УкрНИИЛХА) в Харькове.
В 1953—1973 годах работал на Нижнеднепровской научно-исследовательской станции облесения песков (подразделение УкрНИИЛХА в Цюрупинске Херсонской области), где прошёл путь от старшего научного сотрудника до заместителя директора по научной работе (1954—1956) и директора (с 1956 года). В 1968 году получил учёную степень доктора сельскохозяйственных наук, с 1973 года — академик ВАСХНИЛ. В 1971—1973 годах — директор Всесоюзного НИИ агролесомелиорации (ВНИАЛМИ) в Москве. В 1973—1987 годах — член президиума ВАСХНИЛ, академик-секретарь отделения лесоводства и агролесомелиорации.
В. Н. Виноградов занимался решением проблем ведения сельского и лесного хозяйства на песках и сделал значительный вклад в этой области науки. Создал научно обоснованные рекомендации по лесопосадкам, садоводству и виноградарству на основе комплексной механизации; теоретически обосновал экономический эффект от насаждений в различных почвенно-гидрологических условиях. Под руководством В. Н. Виноградова были проведены посадки крупных массивов леса на Алешковских песках.

Могила Виноградова ВН

Похоронен на Кунцевском кладбище.

## Награды и премии
- Орден Отечественной войны II степени (1945)
- Орден Красной Звезды (1945)
- Орден «Знак Почёта» (1966)
- Два ордена Трудового Красного Знамени (1971, 1979)
- Орден Отечественной войны I степени (1985)
- Шесть медалей СССР
- Государственная премия СССР (1986)

## Печатные труды
Владимир Николаевич Виноградов написал около 200 научных работ, в том числе 9 книг и брошюр.
Важнейшие работы:
- Комплексное освоение Нижнеднепровских песков. — Одесса: Маяк, 1964. — 176 с.
- Оазисы в песках. — Одесса: Маяк, 1970. — 72 с.
- Под защитой леса. — М.: Лесная промышленность, 1978. — 112 с.
- Освоение песков. — М.: Колос, 1980. — 272 с.
- Лес и наука о нём.
- Рубежи науки о лесе.
- Лес и проблемы экологии.
- Лес и жизнь.
- Лес — компонент биосферы.